# Brian Boitano
Brian Boitano, né le 22 octobre 1963 à Sunnyvale, est un ancien patineur artistique américain. Quadruple champion des États-Unis, il a également remporté les titres mondiaux et olympiques. Passé professionnel après sa carrière amateur, Boitano a joué, en outre, le rôle du Don José dans le film Carmen on Ice (1990) avec Katarina Witt.

## Biographie

### Carrière sportive
Brian Boitano naît le 22 octobre 1963 à Sunnyvale aux États-Unis. Il entame une carrière de patineur amateur puis passe dans le sport professionnel et se distingue une première fois en 1978 en finissant 3e aux championnats du monde juniors de patinage artistique. De 1982 à 1988, il participe aux Championnats des États-Unis de patinage artistique où il finit 4e en 1982, puis obtient la médaille d'argent en 1983 et 1984 et enfin l'or, qu'il conserve quatre années d'affilée entre 1985 et 1988. La fin des années 1980 le voit accéder au sommet de sa carrière de patineur professionnel : en 1985, il remporte une médaille de bronze aux Championnats du monde de patinage artistique, puis l'or en 1986, l'argent en 1987 et de nouveau l'or en 1988. L'année 1988 le voit remporter l'or à la fois aux Championnats des États-Unis, aux Championnats du monde et aux Jeux olympiques d'hiver de Calgary au Canada.

### Reconversion
Les succès se font plus rares dans les années 1990. Le patineur s'essaie au cinéma en interprétant un rôle dans le film Carmen on Ice en 1990. Brian Boitano remporte ses dernières victoires en 1994 puis prend sa retraite. En 2007, il renoue avec le cinéma avec une apparition dans le film Les Rois du patin dans le rôle d'un juge de la fédération de patinage artistique.
En décembre 2013, Brian Boitano est inclus dans la délégation olympique américaine destinée à ouvrir les jeux olympiques d'hiver de 2014 à Sotchi, en Russie. Pendant cette période, la perspective de ces jeux donne lieu à une controverse politique en raison de la loi russe adoptée peu de temps auparavant et interdisant « l'information du public au sujet des relations sexuelles non traditionnelles ». Le président américain Obama affirme son soutien aux minorités sexuelles en incluant plusieurs athlètes ouvertement homosexuels dans la délégation américaine. À l'annonce de l'inclusion de Boitano dans la délégation, un blog américain le cite comme une des figures importantes d'athlètes gays[réf. nécessaire], alors qu'il n'avait jamais évoqué ce sujet publiquement. Brian Boitano annonce alors publiquement son homosexualité par le biais d'un communiqué de son attaché de presse. Il y affirme désirer être défini avant tout par ses accomplissements sportifs et artistiques, mais être heureux du rôle qui lui a été confié et être attaché à la fois aux valeurs de son pays et de l'olympisme,.

## Palmarès
| Compétitions principales      | 1978    | 1979    | 1980    | 1981    | 1982    | 1983    | 1984    | 1985    | 1986    | 1987    | 1988    | ... | 1994    |  |  |  |  |
| Jeux olympiques d'hiver       |         |         |         |         |         |         | 5e      |         |         |         | 1er     |     | 6e      |  |  |  |  |
| Championnats du monde         |         |         |         |         |         | 7e      | 6e      | 3e      | 1er     | 2e      | 1er     |     |         |  |  |  |  |
| Championnats des États-Unis   |         | 8e      | 5e      | 4e      | 4e      | 2e      | 2e      | 1er     | 1er     | 1er     | 1er     |     | 2e      |  |  |  |  |
| Championnats du monde juniors | 3e      |         |         |         |         |         |         |         |         |         |         |     |         |  |  |  |  |
|                               |         |         |         |         |         |         |         |         |         |         |         |     |         |  |  |  |  |
| Autres Compétitions           | 1977/78 | 1978/79 | 1979/80 | 1980/81 | 1981/82 | 1982/83 | 1983/84 | 1984/85 | 1985/86 | 1986/87 | 1987/88 | ... | 1993/94 |  |  |  |  |
| Skate America                 |         |         |         |         | 3e      |         | 1er     |         | 2e      | 1er     |         |     | 2e      |  |  |  |  |
| Skate Canada                  |         |         |         | 5e      |         | 1er     |         |         |         |         | 2e      |     |         |  |  |  |  |
| Trophée NHK                   |         |         |         |         |         |         |         | 3e      | 1er     |         |         |     |         |  |  |  |  |
| Légende : F = Forfait         |         |         |         |         |         |         |         |         |         |         |         |     |         |  |  |  |  |

## Dans les medias
Dans le film South Park, le film, les enfants chantent une chanson « What Would Brian Boitano Do? » où ils racontent des exploits de super-héros qu'il a accompli (tuer un alien géant, cracher du feu, se battre avec des ours et contre Kubilai Khan, construire les pyramides de Gizeh). Ce concept vient du second épisode pilote de la série, The spirit of Christmas (Jesus vs Santa) où l'on aperçoit un court instant le patineur, ce qui a par la suite été repris dans le film.